# Giusi Verbaro
Giusi Verbaro (Catanzaro, 26 marzo 1938 – Soverato, 27 agosto 2015) è stata una poetessa, critica letteraria operatrice culturale italiana.

## Biografia

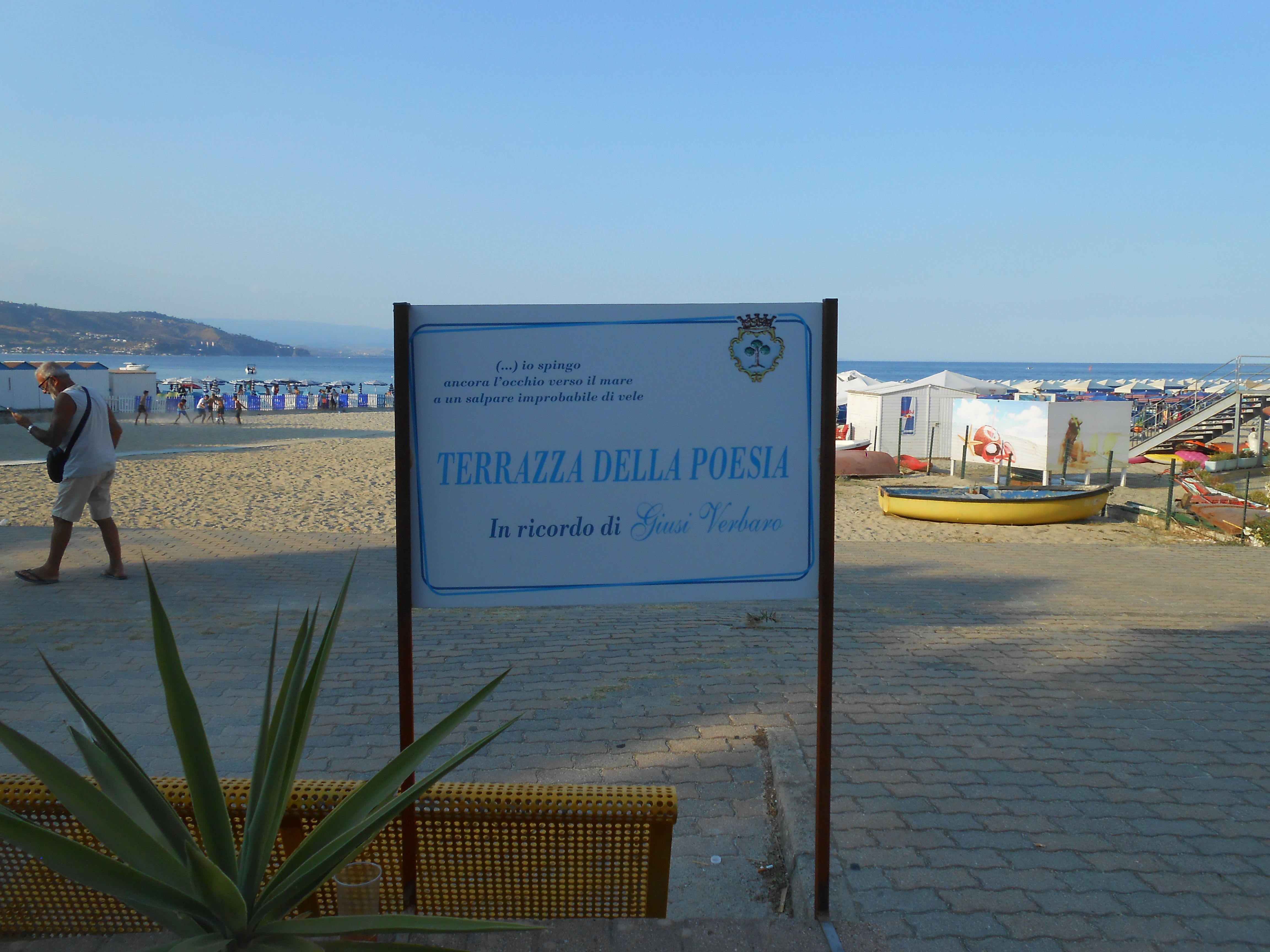
Terrazza della Poesia - dedicata a Giusi Verbaro nel lungomare di Soverato

Ha vissuto tra la Calabria e Firenze, dove nel 1961 si è laureata in Biologia. Ha insegnato nelle scuole medie superiori matematica e scienze. Ha esordito in poesia nel 1970 con Voglio essere voce, libro segnato da un linguaggio ermetico poi superato dalla successiva ricerca espressiva.

Negli anni settanta e ottanta Giusi Verbaro è protagonista di un vasto movimento di rinnovamento poetico e partecipa attivamente alla militanza poetica e all'ampio dibattito critico di quegli anni. Nel 1979 esce Traiettorie e traslazioni, il cui titolo, mutuato dalle scienze biologiche, indica una delle direzioni della ricerca linguistica di questo primo periodo. Le raccolte poetiche successive - A valenze variabili (1981), Mediazioni e ipotesi per maschere (1985), Utopia della pazienza (1986) - segnano la maturità espressiva e il pieno riconoscimento critico. I loro caratteri fondamentali sono il verso informale, la suggestione psicoanalitica, i topoi del doppio e della maschera. Le poesie di questo periodo saranno revisionate e antologizzate nel 1988 nel volume Itaca Itaca, che focalizza come asse portante il tema metafisico del viaggio.

Tra gli anni settanta e ottanta Giusi Verbaro è inserita in varie antologie, tra le quali nel 1979 Care donne (a cura di Elia Malagò e Gianluca Prosperi, Forlì, Forum-Quinta Generazione). Nel 1982 è la curatrice del volume antologico Poeti della Calabria, che fa parte della serie di antologie regionali in quegli anni pubblicata dall'editore forlivese, serie che contribuisce a rivelare la grande ricchezza sommersa e plurale della poesia italiana della stagione post-neoavanguardista.

Agli anni ottanta risalgono inoltre ancora due volumi di Giusi Verbaro, le poesie di ambientazione calabrese Un dio per la domenica (1982), legate a tonalità più realistiche e civili, e un volume di scritti saggistici sulla poesia, Le alchimie dello stregone (1984).

Tra gli anni ottanta e novanta si va affermando nella poesia di Giusi Verbaro la tematica amorosa, secondo diversi moduli espressivi: da una parte la dizione allegorica e mitologica delle raccolte L'eroe (1989) e Per amore, per follia (1991); dall'altra la parola ludica e ironica di Le lune e la Regina (1993). Alla serie delle poesie d’amore appartiene anche la plaquette Otto tempi d'amore (1990), poi tradotta in francese a cura di Paul Courget (Touches d'automne, Bergerac, Les amis de la poésie, 1992).  In questa fase il linguaggio poetico di Giusi Verbaro si fa più accessibile e meno criptico, sebbene rimanendo sempre caratterizzato da un forte sostrato metaforico e da una dizione espressiva alta. Sempre nel filone della poesia amorosa, nel 2000 Giusi Verbaro progetta e cura l’antologia poetica L'amorosa avventura. Antologia della poesia d'amore italiana contemporanea e nel 2006 pubblica la raccolta L'amore possibile.

Nel corso degli anni novanta e poi nel nuovo millennio nella poesia di Giusi Verbaro prevarranno la ricerca delle radici archetipiche della propria storia personale, le tracce analitiche e simboliche, le ambientazioni simboliche e memoriali, legate in particolare al mare della Calabria e ai suoi richiami alla Magna Grecia. Il mare diventa lo sfondo di un'infanzia da richiamare alla memoria mediante le 'intermittenze del cuore' dettate dalla parola poetica. In questa fase la poesia di Giusi Verbaro accentua la valenza poematica, tanto da essere definita "romanzo in poesia". A questo periodo appartengono le raccolte Nel nome della madre. Ritratto di signora e altre figure (1997), Luce da Hakepa (2001) e Solstizio d'estate. Romanzo in poesia (2008).

Gli ultimi anni di produzione poetica accentuano la linea della ricerca memoriale, che va facendosi sempre più attenta ai segnali minimi che uniscono il mondo dei vivi a quello dei trapassati, in un’atmosfera surreale e onirica evidente in opere come Isola (2000), La casa sulla scogliera. Poesie 1997-2010 (2010), e Il vento arriva da uno spazio bianco (2013).

Le poesie di Giusi Verbaro sono state tradotte e pubblicate in Francia, Spagna, Argentina, Grecia, Germania.
Ha affiancato alla scrittura un'incessante attività di operatrice culturale: ha fondato e diretto Premi letterari (il Premio Nicolina Cortese Siciliano – Città di Catanzaro, 1986-1997; il Premio Sant'Andrea sullo Jonio, 1999-2008; il Premio Cariati, 1989-1991), ha condotto per molti anni Seminari di approfondimento sulla poesia contemporanea nelle Scuole medie superiori, sia per docenti che per studenti; ha promosso eventi in varie istituzioni culturali in Calabria e a Firenze, ha organizzato convegni sulla poesia.

Il Fondo delle sue carte, comprensivo di un ricchissimo carteggio coi maggiori poeti e critici del Novecento, è raccolto presso l’Archivio per la memoria e la scrittura delle donne Alessandra Contini Bonaccossi dell’Archivio di Stato di Firenze. A seguito della donazione del Fondo librario, a Giusi Verbaro è stata intitolata la Sala di Consultazione della Biblioteca Comunale di Catanzaro Filippo De Nobili.

## Opere

### Poesie
- Voglio essere voce, Firenze, Regione Letteraria, 1970, prefazione di Domenico Zappone.
- Traiettorie e traslazioni, Forlì, Forum-Quinta Generazione, 1979, prefazione di Mario Pomilio.
- A valenze variabili, Forlì, Forum-Quinta Generazione, 1981, prefazione di Walter Mauro.
- Un dio per la domenica, Catanzaro, Fata, 1982, prefazione di Mario Sansone.
- Mediazioni e ipotesi per maschere, Firenze, Vallecchi, 1985, nota critica di Paolo Manetti.
- Utopia della pazienza, Forlì, Forum-Quinta Generazione, 1986, prefazione di Giovanni Ramella Bagneri.
- Itaca Itaca, Forlì, Forum-Quinta Generazione, 1988, prefazione di Franco Di Carlo, con antologia della critica (interventi di Luigi Reina, Remo Pagnanelli, Giuseppe Amoroso, Maura Del Serra, Maria Grazia Lenisa e altri).
- L'eroe, Fondi, Edizioni Confronto, 1989, prefazione di Giuseppe Amoroso
- Otto tempi d'amore, Sarzana, Carpena edizioni, 1990.
- Per amore, per follia, Cosenza, Edizioni Periferia, 1991, prefazione di Nicola Merola.
- Le lune e la Regina, Castel Maggiore, Book editore, 1993, prefazione di Giampaolo Rugarli.
- Nel nome della madre. Ritratto di signora e altre figure, Lecce, Manni, 1997, introduzione di Donato Valli
- Isola (con supporto DVD), Catanzaro, L'Alternativa, 2000.
- Luce da Hakepa, Castel Maggiore, Book editore, 2001, prefazione di Mario Luzi.
- L'amore possibile (con audiobook), Catanzaro, L'Alternativa, 2006.
- Solstizio d'estate. Romanzo in poesia, Lecce, Manni, 2008, prefazione di Donato Valli.
- La casa sulla scogliera. Poesie 1997-2010, Catanzaro, L'Alternativa 2010
- Il vento arriva da uno spazio bianco, Novara, Interlinea, 2013, prefazione di Daniele Maria Pegorari, con un saggio critico di Giuseppe Panella.

### Saggistica e antologie
- Poeti della Calabria, Forlì, Forum-Quinta Generazione, 1982, con introduzione I poeti calabresi oggi: eversione mito e valenze linguistiche.
- Le alchimie dello stregone, Soveria Mannelli, Rubbettino, 1984.
- L'amorosa avventura. Antologia della poesia d'amore italiana contemporanea, Catanzaro, Abramo editore, 2000, prefazione di Giuliano Manacorda.
- Dove va la poesia. Conversazione di Giusi Verbaro con Mario Luzi, a cura di Caterina Verbaro, in “Quaderni del ‘900”, Mario Luzi poeta del Novecento. Modernismo, Lirica, Ermeneutica, a cura di Alberto Comparini, XVII, 2017, pp. 197-202.

### Cartelle d'arte
- Appunti d'autunno, con Giovanni Marziano, Catanzaro, Edizioni L'Alternativa, 1995.
- Nostos, con Alessandro Russo, Catanzaro, Edizioni L'Alternativa,  1998.
- Fondali, con Dario Scorza, Catanzaro, Edizioni L'Alternativa, 2001.
- Angeli, con Vanni Rinaldi, Catanzaro, Edizioni L'Alternativa, 2009.

## Premi
- Premio Regium Julii, 1972
- Premio Nicolardi, 1974
- Premio Nuovo Molise, 1977
- Premio Nuovo Molise, 1979
- Premio Bari-Palese, 1985
- Premio Presidenza del Consiglio per la cultura (poesia), 1985
- Premio Ceppo Proposte, 1986
- Premio De Libero, 1989
- Premio Casentino, 1989
- Premio La Pira, 1989
- Premio Città di Quarrata, 1989
- Premio S. Nicola Arcella, 1989
- Premio Lerici-Pea, 1990
- Premio Alfonso Gatto, 1991
- Premio Bari-Palese, 1991
- Premio Milazzo, 1992
- Premio Circe-Sabaudia, 1998
- Premio S. Nicola Arcella, 2000
- Premio Anassilaos, 2001
- Premio Presidenza del Consiglio per la cultura (saggistica), 2002
- Premio Camaiore, 2008
- Finalista Premio Viareggio, 1981, 1983, 1985, 1986, 1991, 1993

## Critica su Giusi Verbaro
- Giuseppe Zagarrio, Giusi Verbaro Cipollina, in Febbre, furore e fiele. Repertorio della poesia italiana contemporanea 1970-1980, Milano, Mursia, 1983, pp. 331-332.
- Luigi Reina, Il ritorno di Orfeo, in Poesia e regione. Un secolo di poesia in Calabria, Salerno, Edisud, 1991, pp. 129-153.
- Mauro Francesco Minervino, Senza fine, senza terra. Metafore del viaggio nella poesia di Giusi Verbaro, Castel Maggiore, Book Editore, 2003.
- Donato Valli, Parole della storia e storia di parole in “Luce da Hakepa” di Giusi Verbaro, in Aria di casa. Esperienze di volontariato letterario, serie III, tomo II, Lecce, Congedo Editore, 2005, pp. 381-384.
- Voce Giusi Verbaro in Ernestina Pellegrini, a cura di, Scritture femminili in Toscana. Voci per un autodizionario, Firenze, Le Lettere, 2006, pp. 309-313.
- Ricordo di Giusi Verbaro, in “Capoverso”, 31, gennaio-giugno 2016, interventi di Carlo Cipparrone, Alessandro Gaudio, V.S. Gaudio. Luigi M. Lombardi Satriani, Giuseppe Panella, Ottavio Rossani, Isabella Scalfaro, pp. 68-90.
- Martino Santillo, L’utopia luminosa di Giusi Verbaro, in “Incroci”, Utopia, luglio-dicembre 2017, pp. 74-83.
- Giuseppe Panella, Giusi Verbaro: il vento impetuoso della poesia, in “Testimonianze”, Con gli occhi dei poeti, 518-519, 2018, pp. 220-225.
- Daniele Maria Pegorari, La biologia perfetta di Giusi Verbaro, in “Poesia”, XXXI, 336, aprile 2018, pp. 70-72.
- Alessandro Gaudio, Al limite di un tempo senza storia, in "Myrrha", 3, gennaio 2016.

## Audiovisivi su Giusi Verbaro
- Per la poesia di Giusi Verbaro: una mai ricomposta meraviglia, regia di Gabriella Maleti.
- Giusi Verbaro: l'erranza le rotte, regia di Salvatore Corea, prodotto da Edizione straordinaria.